# Ajvár

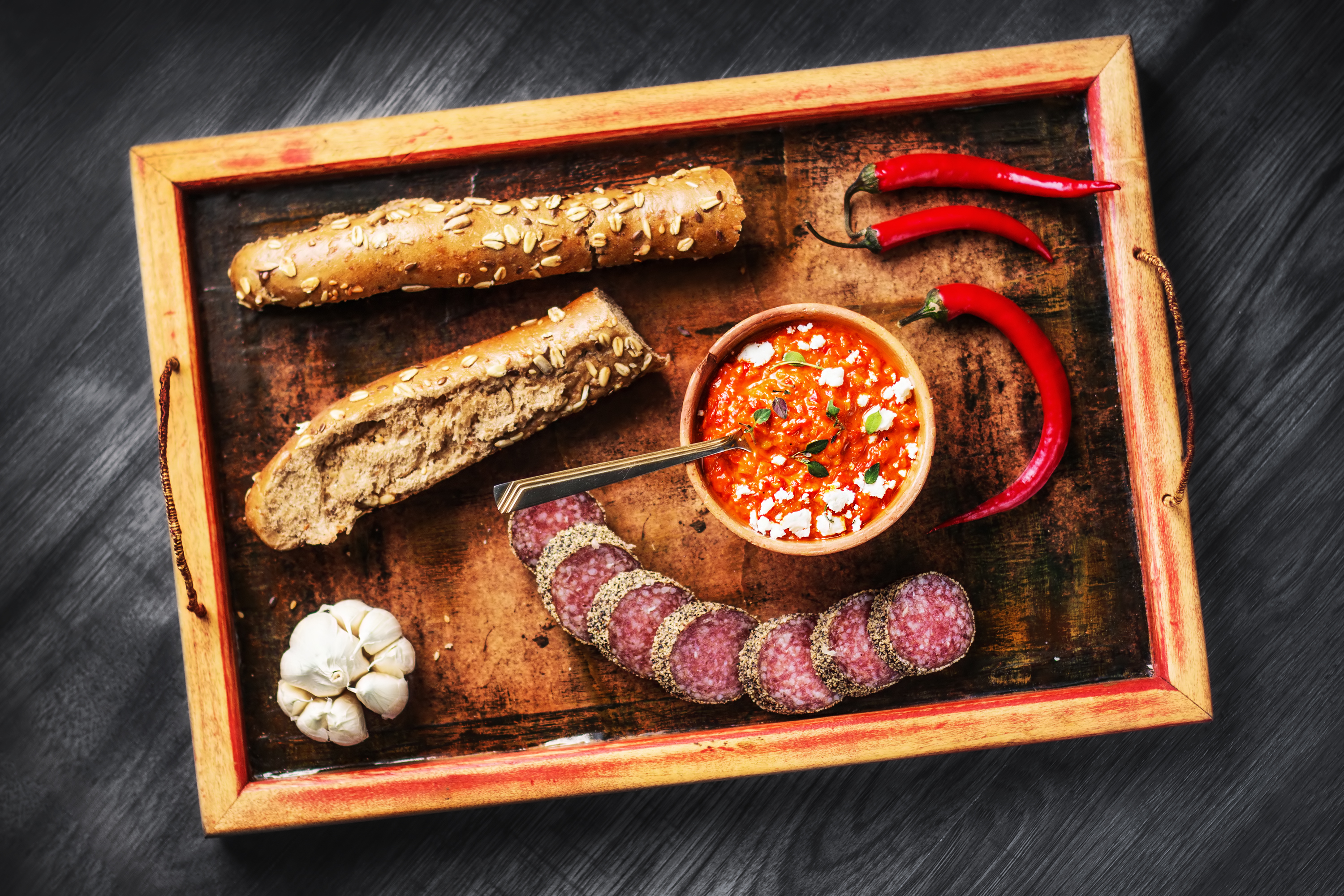
Hagyományos macedóniai ajvár baguettel, fokhagymával és szalámival

Az ajvár paprikából, padlizsánból és fokhagymából készített mártás, amit leginkább húsok mellé kínálnak, de salátát is ízesíthetnek vele. Az ajvár kiváló különféle pikáns mártások készítéséhez, levesek ízesítéséhez. Hideg mártásként majonézzel vagy tejföllel-kefirrel is össze szokták keverni sültek mellé. Túlnyomórészt a Balkánon népszerű, itt is leginkább Szerbiában és Bulgáriában. A paprikától függően lehet édes vagy csípős is.

## Kell hozzá
- 60 dkg kápia paprika
- 50 dkg padlizsán
- 2 gerezd fokhagyma
- fél teáskanál chilipor
- 1 teáskanál füstölt pirospaprika
- 1 evőkanál fehérborecet
- 1 evőkanál citromlé (friss)
- fél dl olívaolaj
- só, bors

## Etimológia
Az ajvár szó a török havyarból származik, aminek a jelentése sózott halikra, és etimológiailag rokon a kaviárral. 